# Viatcheslav Aleksandrovitch Ovtchinnikov
Pour les articles homonymes, voir Ovtchinnikov.
Ne doit pas être confondu avec Viatcheslav Viktorovitch Ovtchinnikov.
Viatcheslav Aleksandrovitch Ovtchinnikov (en russe : Вячеслав Александрович Овчинников; ISO 9 : Vâčeslav Aleksandrovič Ovčinnikov), né le 29 mai 1936 à Voronej (RSFS de Russie, URSS) et mort le 4 février 2019 à Moscou (Russie), est un compositeur et chef d'orchestre soviétique puis russe.

## Biographie
Viatcheslav Ovtchinnikov commença de composer dès l'âge de 9 ans - certaines de ces mélodies alors composées étaient si réussies qu'il en réutilisa certaines plus tard. À 15 ans, en raison de son talent exceptionnel, il entra au Conservatoire de Moscou, où il étudia la composition, puis fut l'élève de Semyon Bogatyrev et Tikhon Khrennikov. À cette époque, il composa trois symphonies (sa première fut créée en 1961, dirigée par Alexandre Gauk, avec un immense succès), des ouvertures et des poèmes symphoniques.
Il continua dans cette voie, mais s'intéressa également au cinéma. Il a notamment composé les musiques des deux premiers films d'Andreï Tarkovski, L'Enfance d'Ivan et Andrei Roublev ; pour des restaurations de films muets, et surtout pour l'immense fresque Guerre et Paix de Serguei Bondartchouk.
En 1977, il reçoit le prix du Komsomol, pour le thème musical du film Ils ont combattu pour la patrie de Sergueï Bondartchouk.
Le style de Viatcheslav Ovtchinnikov allie héroïsme et lyrisme, romantisme et modernité, avec une marque personnelle mélodique et harmonique qui fait de lui un des compositeurs russes les plus attachants de sa génération. On regrettera que la musique de film l'ait détourné du genre pour lequel il était fait, la symphonie, pour lequel il ne composa que quatre (la Quatrième avec chœurs en 1985) spécimens tout à fait remarquables par leur puissance polyphonique et dramatique.

## Compositions

### Musique pour films
La page  en fournit presque la totalité.
- 1957 : Télégramme (ru) réalisé par Gueorgui Borissovitch Chtcherbakov (ru)
- 1961 : Le Rouleau compresseur et le Violon (Каток и скрипка, Katok i skripka) d'Andreï Tarkovski
- 1961 : Le Garçon et la colombe (ru) réalisé par Andreï Kontchalovski et  Evgueni Konstantinovitch Ostachenko
- 1961 ou 1968 : Fille et rayon de soleil  [3] réalisé par Irma Raush
- 1962 : L'Enfance d'Ivan (Иваново детство) d'Andreï Tarkovski
- 1963 : avec 36 autres compositeurs, Porcs, court métrage n°15 de Mèche[4] un magazine de cinéma réalisé par 200 réalisateurs environ.
- 1965 : Le Premier Maître (Первый учитель) d'Andreï Kontchalovski
- 1966 : Une longue vie heureuse réalisé par Guennadi Chpalikov
- 1967 : Guerre et Paix réalisé par Sergueï Bondartchouk
- 1967 : avec 36 autres compositeurs, Les petites choses de la vie, court métrage n°62 de Mèche, un magazine de cinéma réalisé par 200 réalisateurs environ.
- 1969 : Andreï Roublev réalisé par Andreï Tarkovski
- 1969 : La Porte dorée [5] réalisé par Ioulia Solntseva
- 1969 : Un nid de gentilshommes réalisé par Andreï Kontchalovski
- 1970 : Comment devenir un homme [6] réalisé par  Khassan Issoufovitch Khajkassimov et Irma Raush
- 1970 : Chien, crème aigre et trompette [7] réalisé par Irina Elisseïeva
- 1970 : Légende réalisé par Sylwester Chęciński
- 1971 : avec Choidog d'Eregzen (mn) (traduction automatique), Ecoutez de l'autre côté (ru) réalisé par Boris Vladimirovitch Ermolaïev (ru) et Soumukh de Badrah (mn) (traduction automatique)
- 1971 : Arsenal réalisé par Alexandre Dovjenko en 1929
- 1971 : Premièe route court métrage réalisé par Guizo Chalvovitch Gabeskiria
- 1971 : Un soldat revient du front réalisé par Nikolaï Goubenko
- 1972 : Une heure avec Leonid Leonov réalisé par Iouri Nikolaïevitch Beliankine [8]
- 1972 : La Terre (version restaurée) réalisé par Alexandre Dovjenko en 1930
- 1972 : Opération liberté réalisé par Vytautas Žalakevičius
- 1973 : Zvenigora (Звени́гора) d'Alexandre Dovjenko
- 1974 : Accident (ru) réalisé par Vytautas Žalakevičius
- 1974 : De si hautes montagnes (ru) réalisé par Ioulia Solntseva
- 1975 : Ils ont combattu pour la patrie (Они сражались за Родину, Oni srazhalis za rodinu) de Sergueï Bondartchouk
- 1976 : Au cœur de l'homme réalisé par V. Podvig
- 1977 : La Steppe réalisé par Sergueï Bondartchouk
- 1977 : Bicentenaire du Théâtre Bolchoï réalisé par B. Karpov
- 1978 : La jeunesse est avec nous [9] réalisé par Oleg Aleksandrovitch Bondariov (ru)
- 1980 : Sur le terrain de Koulikovo  [10] réalisé par Boris Leonidovitch Karpov (ru)
- 1985 : Bagration (ru) réalisé par Karaman Gueorguievitch Mgueladze (ru) et Guiouli Iassonovitch Tchokhonelidze (ru)
- 1985 : Route vers la mer [11] réalisé par Iouri Alaverdov
- 1986 : Boris Godounov (Борис Годунов) de Sergueï Bondartchouk
- 1986 : Chanter la Russie[12] réalisé par Vassili Stepanovitch Panine (ru)
- 1987 : Guerre et Paix réalisé par Sergueï Bondartchouk. 1987 : nouvelle édition dont les changements sont précisés dans la page [13]
- 2007 : avec Viatcheslav Petrovitch Artiomov (ru) et Ovanes Alan, Iles (documentaire, 2007) [14] réalisé par 37 réalisateurs